# Commission scolaire de la Moyenne-Côte-Nord
 (septembre 2020).
Pour les raisons suivantes :
- Les commissions scolaires québécoises étaient une forme de gouvernement local composé de commissaires élus et disposant de pouvoirs de taxation. Leur admissibilité dans Wikipédia est bien établie.
- Par contre, les centres de service scolaires sont plutôt des centres administratifs relevant du ministère de l'Éducation. Leur mode de gestion et leurs pouvoirs sont différents de ceux des commissions scolaires. Leur admissibilité selon les critères de Wikipédia n'a pas encore été démontrée.
- Vu leur nature différente, les éventuels articles sur les centres de services scolaires devraient être distincts de ceux des commissions scolaires, et non des renommages de ceux-ci.
- Les contributeurs sont invités à discuter de ce sujet sur Discussion Projet:Québec.

 (avril 2020).
Si vous disposez d'ouvrages ou d'articles de référence ou si vous connaissez des sites web de qualité traitant du thème abordé ici, merci de compléter l'article en donnant les références utiles à sa vérifiabilité et en les liant à la section « Notes et références ».
La commission scolaire de la Moyenne-Côte-Nord est une ancienne commission scolaire. Elle est abolie le 15 juin 2020, et remplacée par le Centre de services scolaire de la Moyenne-Côte-Nord desservant l'ouest de la région administrative de la Côte-Nord (MRC Minganie (Aguanish, Baie-Johan-Beetz, Havre-Saint-Pierre, Longue-Pointe-de-Mingan, Natashquan, Rivière-Saint-Jean (et Magpie), Rivière-au-Tonnerre), Sheldrake) au Québec (Canada). Il s'agit de l'un des 4 centres de services  scolaires de la région.

## District 1
- Le secteur à l'Ouest de Havre-Saint-Pierre

## District 2
- Le secteur de Havre-Saint-Pierre

## District 3
- Le secteur de Havre-Saint-Pierre

## District 4
- Le secteur de Havre-Saint-Pierre

## District 5
- Le secteur à l'Est de Havre-Saint-Pierre